# 5218-as mellékút (Magyarország)
Az 5218-as mellékút egy bő 14 kilométeres hosszúságú, négy számjegyű mellékút Bács-Kiskun vármegye területén; Kecskemétet köti össze Kerekegyházával.

## Nyomvonala
Az 52-es főútból ágazik ki, annak az 1+900-as kilométerszelvénye közelében, Kecskemét Felsőszéktó nevű városrészének keleti részén, északnyugati irányban; az ellenkező irányban ugyanott ágazik ki a főútból az 5314-es út. Vízmű utcanéven húzódik Kiskecskemét, majd Petőfiváros városrészek északi-északkeleti részén, majd bő másfél kilométer után, körforgalmú csomóponttal keresztezi a ma önkormányzati útnak minősülő Nyugati körutat, a városközpont északnyugati elkerülő útját.
A vármegyeszékhely Sutusfalu nevű, kertes beépítettségű városrészében folytatódik, Hetényegyházi út néven, közben – 3,4 kilométer megtételét követően – kiágazik belőle északkeleti irányban az 52 319-es számú mellékút, mely a Budapest–Kecskemét-vasútvonal Miklóstelep megállóhelyét szolgálja ki. A 4+250-es kilométerszelvénye közelében elhalad Úrihegy megállóhely mellett, onnantól egy darabig a vasúttal párhuzamos nyomvonalat követ. Egymás mellett haladnak el az M5-ös autópálya ott felüljárón húzódó pályatestje alatt is, a sztráda 81+600-as kilométerszelvényénél, és együtt érik el Hetényegyháza keleti szélét is, ahol az út nagyjából 5,8 kilométer teljesítésén jár túl.
Hetényegyháza központján Kossuth Lajos utca néven húzódik végig, nagyjából nyugati irányban, de utolsó belterületi szakaszán a Miklós Gyula utca nevet viseli. 9,4 kilométer teljesítését követően hagyja el Hetényegyháza nyugati szélét, kicsivel a 11. kilométere előtt pedig átlépi Kerekegyháza határát. Belterületet e település határai között nem is érint, külterületi részek között ér véget, beletorkollva az 5214-es útba, annak a 6+850-es kilométerszelvénye közelében.
Teljes hossza, az országos közutak térképes nyilvántartását szolgáló kira.gov.hu adatbázisa szerint 14,286 kilométer.

## Települések az út mentén
- Kecskemét
- Hetényegyháza
- Kerekegyháza